# Distretto di Qujiang (Shaoguan)
Il distretto di Qujiang (曲江区S, QǔjiāngP) è un distretto della Cina, situato nella provincia del Guangdong e amministrato dalla prefettura di Shaoguan.